# Nyikolaj Szemjonovics Kardasov
Nyikolaj Szemjonovics Kardasov orosz nyelven: Никола́й Семёнович Кардашёv (Moszkva, 1932. április 25. – Moszkva, 2019. augusztus 3.) szovjet és orosz asztrofizikus Moszkvában, a fizikai és matematikai tudományok doktora, igazgatóhelyettes az Orosz Tudományos Akadémia P. N. Lebegyev Fizikai Intézetének Űrkutatási Központjában.

## Életpályája
Moszkvában született, 1932. április 25-én forradalmár családban. Szülei: Szemjon Karlovics Brike és Nyina Nyikolaevna Kardasova voltak; apja fontos tagja volt a pártnak, melyhez édesanyja is csatlakozott az 1917-es októberi forradalom előtt. Mindkét szülőjét letartóztatták az 1937-es és 1938-as nagy tisztogatás során. Apját végül kivégezték, anyját pedig munkatáborba küldték, ahonnan hosszú évekig nem engedték el. Szülei távolléte miatt egy árvaházba került, ahonnan aztán nagy erőfeszítés után anyja nővére vitte el. A nagynénje a második világháború alatt meghalt, amikor ő még csak 16 éves volt, ezután egyedül kellett élnie egy nagy társbérleti lakásban. Anyja 1956-ban szabadult, ekkorra Nyikolaj befejezte az egyetemet.

## Tanulmányai
A Moszkvai Állami Egyetem (MGU) mechanikai és matematikai tanszékére iratkozott be, ahol tanulmányait a rádiócsillagászat felé összpontosította, mely téma új és fejlődő volt.

## Pályája
1967-ben csatlakozott a Szovjetunió Tudományos Akadémia Űrkutatási Intézetéhez (IKI). 1977-ben az IKI igazgatóhelyettese lett. A Szovjetunió felbomlásakor Nikolaj a Lebegyev Fizikai Intézet Asztro Űrközpontjának igazgatója lett. 1978-ban elindította a "Radio Astron Space VLBI misszió" néven ismert projektet, mely küldetés több mint 30 évig tartott, és 2011-ben végül felbocsátották az űrhajót. A Radio Astron küldetés fontossá vált a modern megfigyelő asztrofizika számára. 
1964-ben felvetette az úgynevezett Kardasov-skála nevű ötletét, azt az ötletet, hogy egy civilizáció technológiai fejlettségi fokát a felhasználni képes energia mennyisége alapján mérjék. Javasolta továbbá a Very Long Baseline Interferometry (VLBI-) módszert, amely a hagyományos rádióátviteli vonalakat mágnesszalagos felvételekkel váltotta fel; 1967-ben mutatták be. 
Lehetséges, hogy a Földönkívüli civilizációk információtovábbítása című tanulmányában megjósolta a pulzárok létezését, mielőtt ténylegesen felfedezték őket.

## Szervezetek
- Aktív résztvevője volt a Nemzetközi Csillagászati Uniónak, ahol: a végrehajtó bizottság alelnöke (1997-2003), az 51-es biocsillagászati bizottság alelnöke (1982-1991), a 40 rádiócsillagászati bizottság szervezőbizottságának tagja ( 1967-1985, a B. Létesítmények, Technológiák és Adattudományok osztály tagja (2019), az F. Bolygórendszerek és Asztrobiológia osztály tagja (2019), a Rádiócsillagászat 40. Bizottságának tagja (2015), az 51. Biocsillagászati Bizottság tagja (2015) ), a Bolygórendszer-tudományok III. osztályának tagja (2012), az X. Rádiócsillagászati Osztály tagja (2012) és a Különleges jelölőbizottság tagja (2000-2003).

- Tagja volt a Szovjetunió Tudományos Akadémia Általános Fizikai és Csillagászati Osztályának: először levelező (társult) tagként (1976. december 12.), majd rendes tagként (1994. március 21.), és az Orosz Föderáció elnöke. A Tudományos Akadémia Csillagászati Tanácsa 1999-től haláláig.

- 1982 és 1986 között alelnökként tagja volt az Űrkutatási Bizottságnak.

## Díjak és kitüntetések
- 1980-ban megosztott Szovjetunió Állami Díjat kapott a KRT-10 orbitális rádióteleszkóp fejlesztéséért és kísérleteiért, 1988-ban pedig a Szovjetunió állami díját a rádiórekombinációs vonalak felfedezéséért.
- 2012-ben megkapta a Grote Reber Aranyérmet a rádiócsillagászathoz nyújtott innovatív, élethosszig tartó hozzájárulásáért.

## Filmes karrierje
Első kapcsolata a filmiparral 1981-ben kezdődött. Felkérték tanácsadónak a Petlya Oriona című orosz televíziós sorozat dokumentumfilmjének forgatásán. 2018-ban játszott a Space's Deepest Secrets című dokumentumfilmsorozat egyik epizódjában, majd 2018-ban pedig a Horizon című dokumentumfilm-sorozat egyik epizódjában. 

## Halála
Nyikolaj Szemjonovics Kardasovot 2019. augusztus 3-án, 87 évesen érte a halál. 

## Publikációi
- Kardasev, Nikolai (1985). ""A szupercivilizációk elkerülhetetlenségéről és lehetséges struktúráiról" a "The search for földönkívüli élet: Legutóbbi fejlemények; Proceedings of the Symposium, Boston, MA, 1984. június 18–21." c.". The Search for Extrarestrial Life: Recent Developments . 112 : 497–504. Bibcode : 1985IAUS..112..497K . doi : 10.1007 /978-94-009-5462-5_65 . S1422.C8ID
- 1963 - "A tudomány kandidátusa" disszertáció, később magasabb szintű doktori értekezés.
- 1964 – „Földönkívüli civilizációk információtovábbítása”, amely bemutatta a civilizációk energiafogyasztásuk mértéke alapján 20 nagyságrendet felölelő osztályozását, amely Kardasov-skála néven vált ismertté.